# 金武祥
金武祥（1841年—1925年），原名金則仁，字溎生，号粟香。江苏江阴（今屬江蘇）人。
早年遊幕江西会昌县衙，是一名師爺，光绪五年（1879年），班捐為廣東候補，光绪十六年（1890年），授赤溪直隸廳同知。丁憂隱居，不再為官。著有《芙蓉江上草堂詩稿》十二卷，《木蘭書屋詞》一卷，《粟香室文稿》四卷，《粟香隨筆》四十卷，《陶廬雜憶》七卷等。